# Bacchisa bimaculata
Bacchisa bimaculata är en skalbaggsart som först beskrevs av Francis Polkinghorne Pascoe 1867.  Bacchisa bimaculata ingår i släktet Bacchisa och familjen långhorningar. Inga underarter finns listade.